# Frenchelon
Frenchelon (акроним англ. French Echelon) — французская глобальная система радиоэлектронной разведки, аналог американо-британской системы Эшелон и советско-российской СОУД. Её существование никогда официально не признавалось французскими властями, несмотря на многочисленные публикации в СМИ, вышедшие после расследования деятельности Эшелона Европейским парламентом.

## Управление и структура

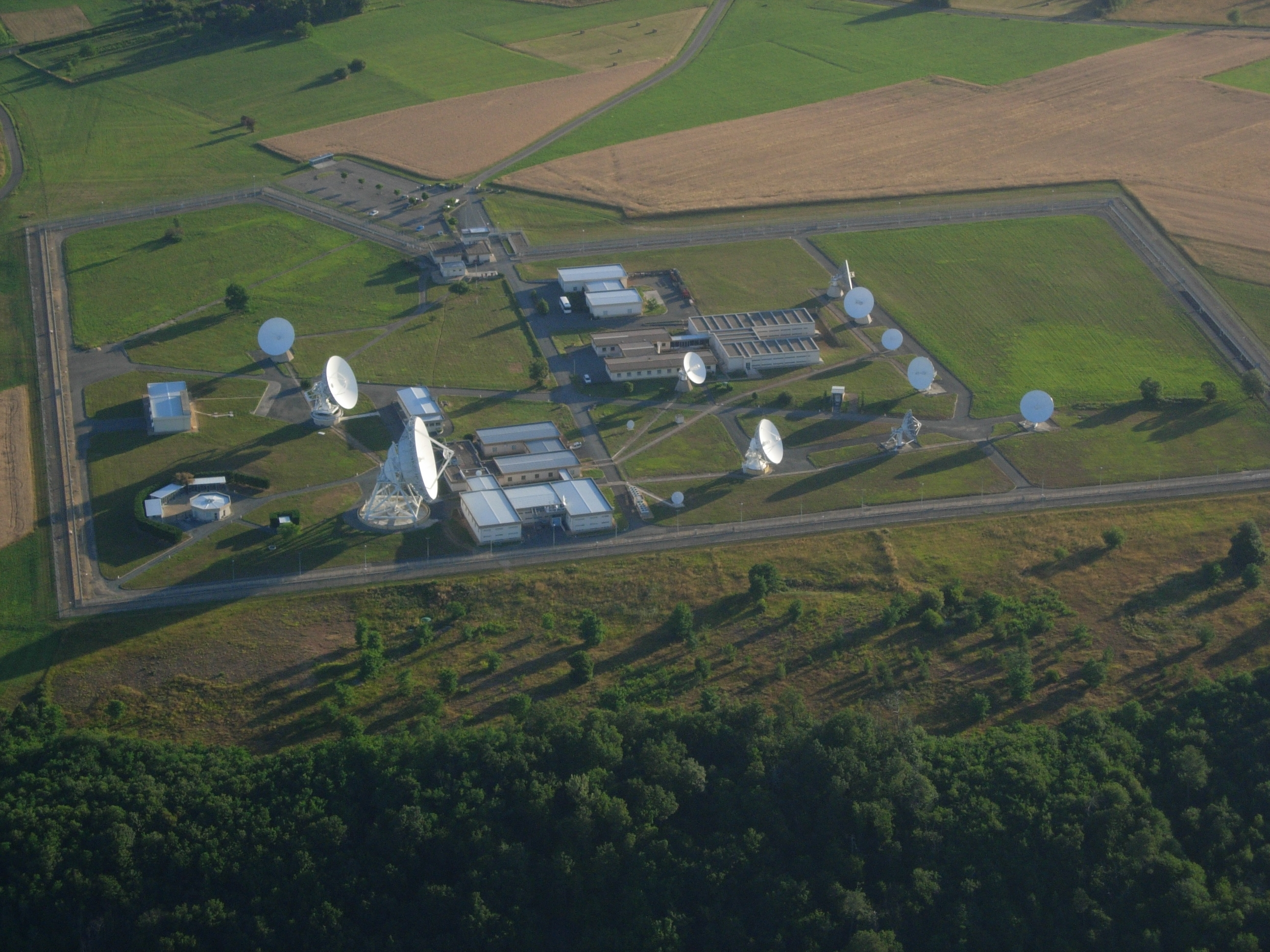
Станция в Доме, Дордонь

Frenchelon находится в ведении Генерального директората внешней безопасности (DGSE) и Управления военной разведки (DRM). Крупнейшая станция радиоэлектронной разведки на территории Франции находится в Доме, недалеко от Сарла-ла-Канеда, департамент Дордонь, регион Аквитания(44°47′11″ с. ш. 1°14′17″ в. д.). Другие станции системы во Франции расположены в Les Alluets-le-Roi, Fort de Mutzig, forteresse du Mont-Valérien, plateau d’Albion, Saint-Laurent-de-la-Salanque, Cap d’Agde, presqu'île de Giens, Сари-Соленцара, Filley и Дьёзе.
Кроме того, ряд станций расположен в заморских территориях и бывших колониях Франции:
- Сен-Бартелеми
- Джибути (Camp Lemonnier — закрыта, в настоящее время занята армейским подразделением США Joint Task Force-Horn of Africa)
- Майотта
- Реюньон
- Куру
- Папеэте
- Тонтута (Новая Каледония)[2].

Эти станции способны перехватывать электронные сообщения и расшифровывать закодированные сообщения дипломатического, военного или промышленного происхождения.
Систему Frenchelon не следует путать с системой радиоэлектронной разведки французских вооружённых сил EMERAUDE.